# 高雄臨港線
高雄臨港線（又名高雄港線）是從高雄港車站至高雄車站經由前鎮車場，由臺灣總督府交通局鐵道部經營的傳統鐵路貨運支線，戰後由臺灣鐵路管理局接手管理。1900年11月29日隨著縱貫線「打狗—臺南」段通車，打狗停車場正式開始營運，遂使南部新興製糖工廠所需大量機械得以順利卸載。2018年9月28日配合高雄捷運環狀輕軌第二階段進場施工，於當日下午開出最後列車，並於10月1日起全線正式廢止。

## 路線資料

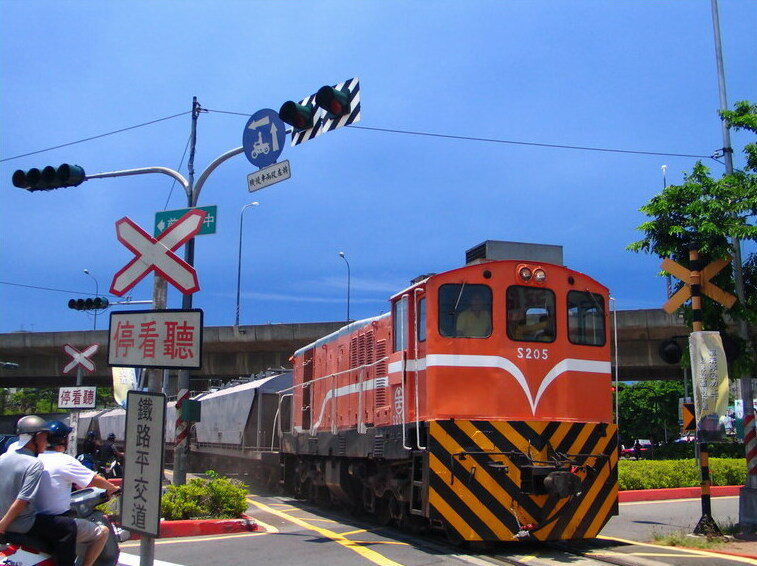
通過高雄第二臨港線中山路平交道上之列車，本列車牽引機車S205已報廢

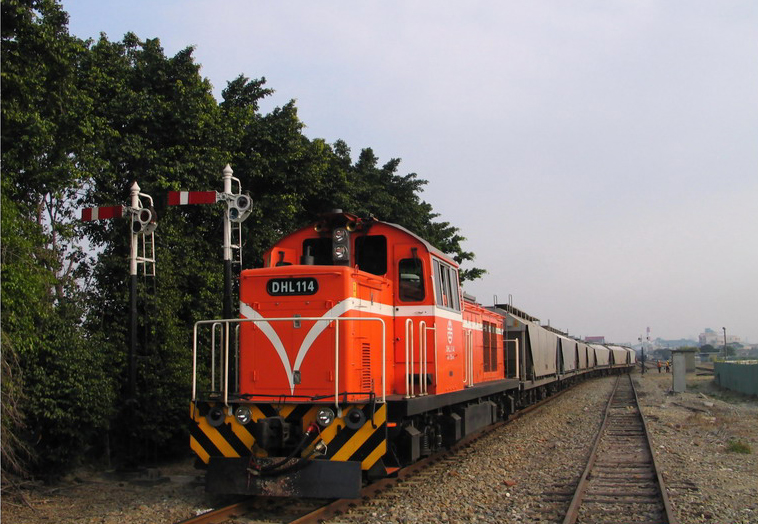
草衙車場內調車之柴液機車

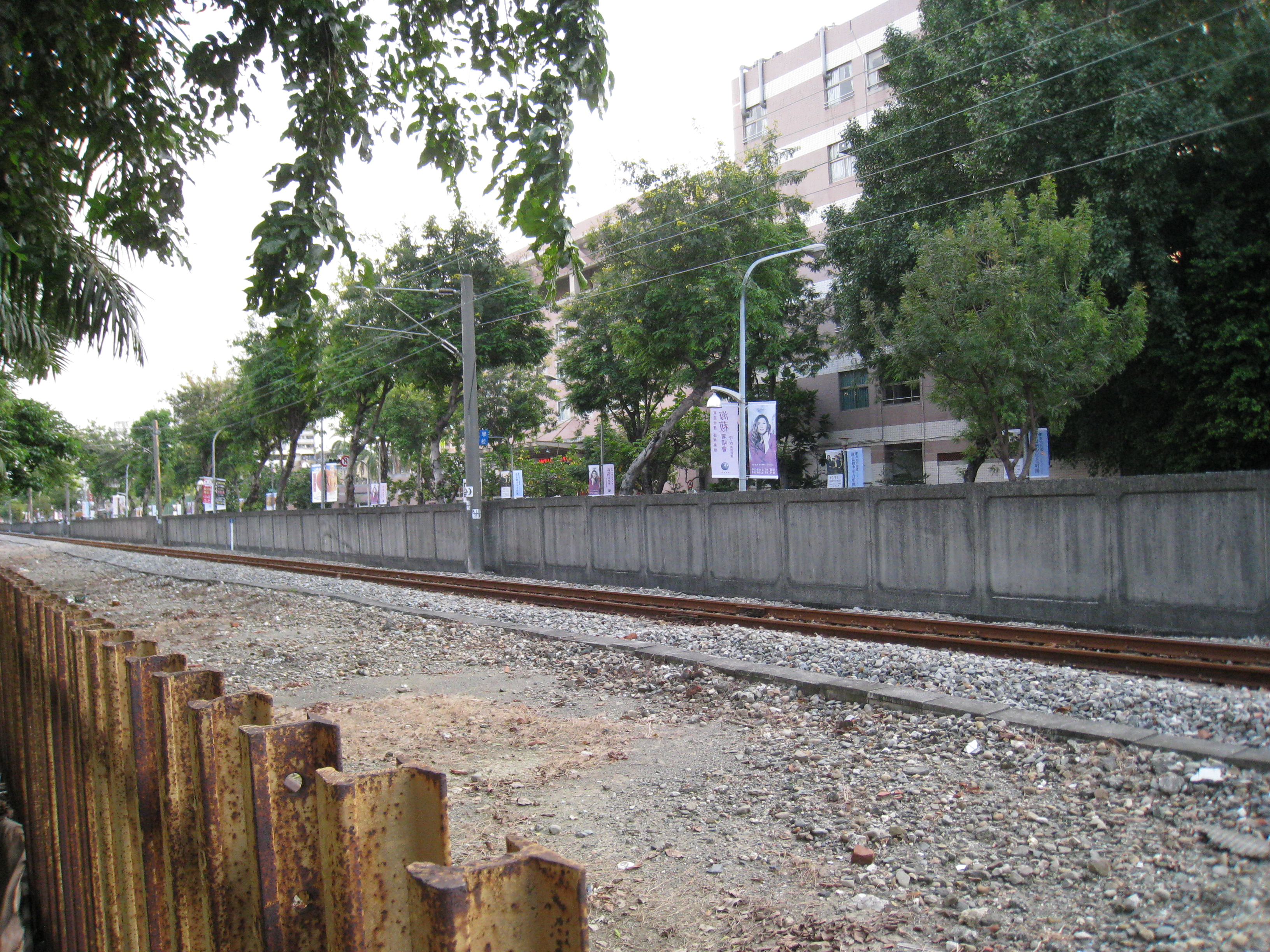
位於苓雅區凱旋路旁的第一臨港線

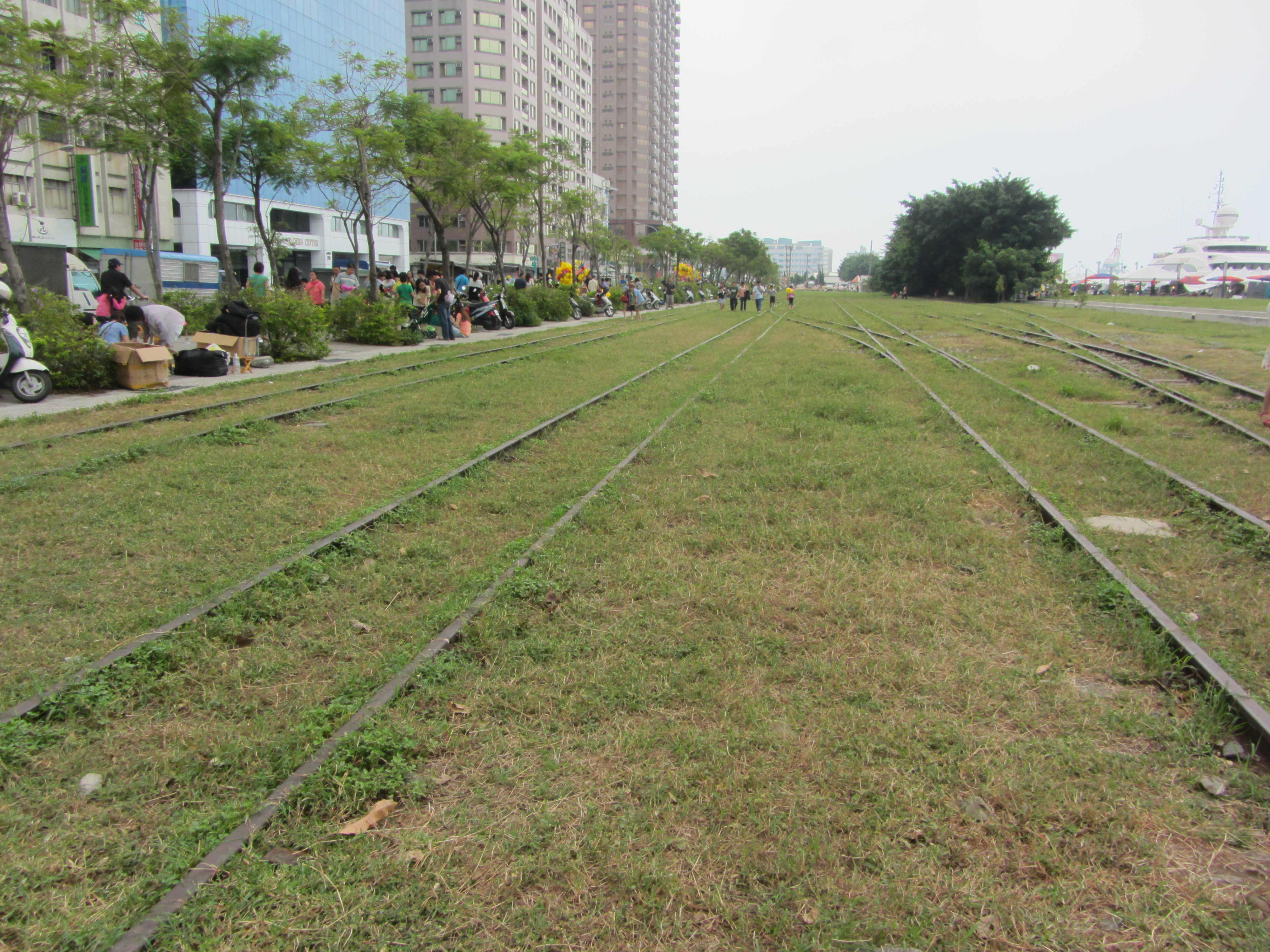
苓雅寮車場

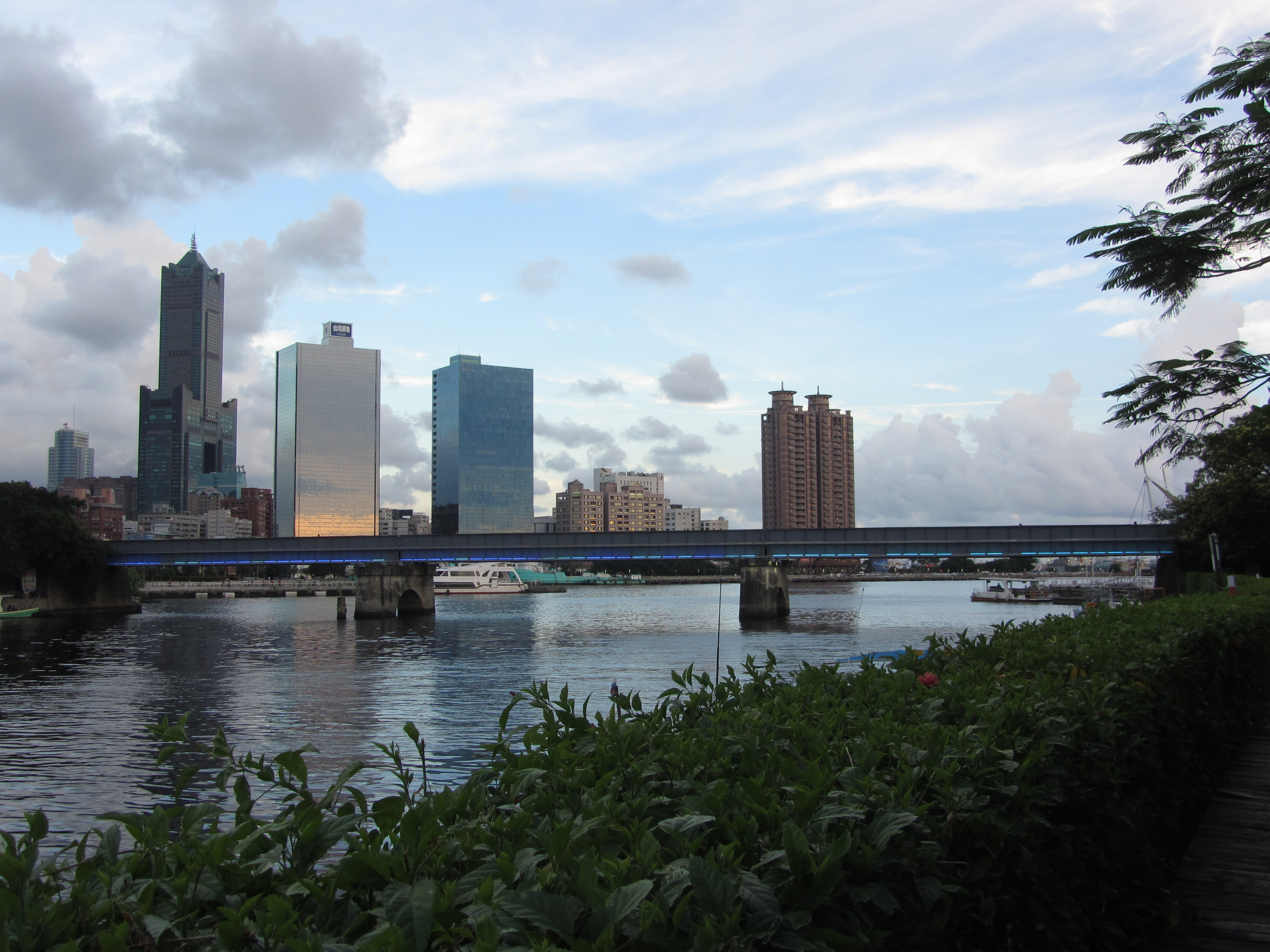
高雄臨港線跨越愛河的苓雅寮大橋

高雄車站附近軌道示意圖
未列出臨港線支線、未依實際距離繪製

- 經營管轄：臺灣總督府交通局鐵道部→臺灣鐵路管理局
- 路線距離：第一臨港線高雄港＝高雄間13.471公里（後期前鎮車場＝高雄間5.4公里）；第二臨港線前鎮車場＝中鋼公司間8.767公里（後期前鎮車場＝草衙車場間5.18公里）
- 軌距：1,067 毫米
- 車站數：2（含起訖車站）
- 開業時間：日治末期已修築第一臨港線（當時稱為高雄港臨港線），戰後通車則分別為：第一臨港線民國56年（1967年）元月通車；第二臨港線民國66年（1977年）7月8日通車。
- 廢止日期：民國97年（2008年）11月19日第一臨港線高雄港＝前鎮車場廢止；民國100年（2011年）7月12日第二臨港線全線廢止；民國107年（2018年）10月1日全線廢止。
- 雙線區間：無，全線單線（不過前鎮車場附近第一與第二臨港線共線處形成雙單線）
- 電化區間：無（前鎮車場＝高雄間原有電氣化，惟高雄車站至憲政路平交道電車線已於2010年拆除，憲政路以南之電車線亦於2011年4月24日起陸續拆除）

## 簡史
- 1941至1942年間：第一臨港線東西兩段已分別通車，開始發揮運輸功能。
- 1943至1944年間：完成苓雅寮大橋（今愛河舊鐵橋），銜接起高雄港站與製鋁工場[1]。
- 1955年11月：前鎮橋（後來的成功橋）竣工，環狀臨港線形成。
- 1967年：第一臨港線全線通車；前鎮車場設立，為木造建築。
- 1970年6月：中島車場設立。
- 1973年：前鎮車場改建為加強磚造建築。
- 1975年：高雄機廠從鹽埕區搬遷至前鎮車場北側現址。
- 1977年7月8日：第二臨港線通車。
- 1979年7月1日：西部幹線鐵路電氣化工程全部竣工，前鎮車場為西部鐵路電氣化終點。
- 1988年5月：第二臨港線草衙車場＝中鋼公司停駛。
- 1993年7月：中華民國鐵道文化協會的前身──交大鐵道研究會，於高雄臨港線舉辦有史以來第一次環繞臨港線一圈的客運列車，時任高雄港站站長的黃順和先生為重要推手。[2]
- 1999年2月27日至28日：由高雄市政府、高雄市觀光協會主辦，中華民國鐵道文化協會、臺鐵協辦之民國88年觀光節「港都霄搖遊」系列活動之一「火車遊港 圓一個高雄夢」[3]於高雄臨港線舉行，此為首次由政府主辦開行高雄臨港線的客運列車。
- 2001年2月3日至14日：配合臺灣燈會首次移師高雄舉辦，高雄市政府推出「嘟嘟火車遊燈會」[4]活動，民眾參與熱烈。
- 2001年10月18日：拆除第二臨港線草衙車場南端銜接中鋼公司路線。
- 2002年2月2日至3月3日：配合高雄燈會活動，高雄市政府再次主辦開行高雄臨港線的「搖擺火車」客運列車。
- 2003年2月14日至23日：於高雄臨港線開行最後一次由高雄市政府主辦的「燈會嘟嘟火車」，此後臨港線客運列車交由臺鐵經營嘟嘟火車。
- 2003年3月2日：由臺灣麥當勞公司向臺鐵承租經營的高雄臨港線嘟嘟火車正式營運。
- 2005年10月20日：貨運列車改於前鎮車場到發，西臨港線不再安排貨運車次。
- 2005年12月4日：晚間高雄捷運橘線文化中心站到五塊厝站隧道工程崩塌災變，第一臨港線中正路平交道塌陷中斷，原本從高雄站經由東臨港線進入前鎮車場的貨物列車暫時改由西臨港線進入。
- 2005年12月19日：東臨港線於上午恢復列車通行，受到影響而停駛的嘟嘟火車亦於隔日恢復正常行駛[5]。
- 2006年1月26日：高雄市政府辦理燈會，向臺鐵局借用苓雅寮大橋，並於橋面搭建木板供行人及自行車通行，西臨港線宣告中斷。從這天起，嘟嘟火車由高雄站開抵新光車站後，不再開至苓雅寮大橋及高雄港站，直接原車折返高雄站。臺鐵亦開始評估嘟嘟火車是否永久停駛[6]。
- 2006年2月28日：嘟嘟火車最後一次行駛於高雄臨港線，隔日嘟嘟火車回送至花蓮定期保養三天。
- 2006年3月3日：原定3月4日恢復行駛的嘟嘟火車，由於高雄市政府還未完成苓雅寮大橋上木板的拆除作業，以致火車無法通行，臺鐵及麥當勞於晚間宣布嘟嘟火車暫時停駛（實際上嘟嘟火車從此實質停駛）[7]。
- 2008年10月1日：第二臨港線穀斗列車停駛。
- 2008年11月19日：第一臨港線高雄港＝前鎮車場路線奉准廢止[8]。
- 2008年12月16日：高雄港站裁撤，12月31日辦理交接，原為高雄港站所屬之前鎮車場業務移至高雄車站管理。
- 2011年1月24日：下午三點，第二臨港線從剛健鋼鐵公司開出最後一班到前鎮車場的列車後，第二臨港線停駛[9]。
- 2011年4月24日：第一臨港線憲政路平交道至前鎮車場電車線陸續拆除。
- 2011年7月12日：以前鎮車場為起點的第二臨港線正式裁撤。
- 2013年6月4日：高雄捷運環狀輕軌於前鎮車場內正式動工。
- 2013年10月27日：成功橋橋面鋼樑開始拆卸。
- 2014年1月10日：苓雅寮大橋橋橋面鋼樑開始拆卸，隔日（1月11日）全數拆卸完成。
- 2014年7月3日：利用第二臨港線路廊興建的「前鎮區臨港線（翠亨南、北路旁）自行車道」工程，於第二臨港線中山路平交道南側舉行動土典禮。
- 2014年8月1日：凌晨發生丙烯氣爆事故，導致三多路平交道部分路軌隆起位移，警報號誌及圍籬傾倒，第一臨港線停駛。
- 2014年8月2日：上午八時，經高雄市政府應變中心同意，臺鐵高雄工務段、電務段人員進場搶修三多路平交道受損路軌，並於當日下午拆除平交道板。
- 2014年8月25日：第一臨港線封閉超過三星期後，本日由S210柴電機車進行高雄=前鎮車場來回試運轉兩次，結果順利。
- 2014年8月26日：第一臨港線正式復駛。本日R24及R67柴電機車重連運轉經第一臨港線至前鎮車場，分別將高雄機廠的車輛拉出到高雄檢車段。已有PP自強號客車15輛拖出機廠，將加入中秋節輸運行列。
- 2014年10月31日：高雄機廠小月臺（機廠站）在氣爆重建工程中拆除。
- 2015年3月9日：利用第二臨港線路廊興建的「前鎮區臨港線（翠亨南、北路旁）自行車道」正式完工啟用。
- 2015年10月15日：於氣爆事故後停駛的員工專列配合潮州基地啟用大改點復駛。
- 2018年9月28日：近中午第一臨港線最後一班貨列7220次從前鎮車場開出, 本務為R55，尾端連掛S210（其中S210前端已在高雄機廠內掛上「再會臨港線」頭牌）,並隨同與末班貨列迴送至新左營站機九調車場。S210隨後在下午擔任7213與回程7214次高雄機廠員工專車，成為第一臨港線，也是高雄臨港線最後一班行駛的列車。
- 2018年10月1日：路線移撥給高雄市政府捷運局，施作環狀輕軌第二階段工程，第一臨港線全線廢止。

## 過去運行形態
- 2005年10月20日起，原高雄港站到開貨物列車，已全部改由前鎮車場到開。
- 2011年1月24日下午三點第二臨港線從剛健鋼鐵公司開出最後一班到前鎮車場的列車後，第二臨港線也結束營運，同年7月12日正式裁撤。
- 2018年9月28日高雄機廠員工下班的通勤專列自前鎮車場開出後，最後一段高雄車站至前鎮車場間的路線不再有列車行駛，全線廢止。

## 過去使用車輛
- 嘟嘟火車（DR2900型柴聯車）
- 高雄機廠員工通勤列車（普通車印度仔）：7211次、7212次、7213次、7214次
- S200型柴電機車（高雄機廠調車機）、DHL100型柴液機車、R20型柴電機車（臨港線列車主要的本務機）、R100、 R150型柴電機車
- 榖斗列車
- 高雄機廠檢修之客、貨車輛

## 車站一覽

### 第一臨港線（已廢止）
| 車站名稱 （國音電碼） | 停駛時英譯站名      | 營業里程 高雄港起 | 續接／交會路線及備註                                                                                                   | 所在地        |
| --------------------- | ------------------- | ----------------- | --- | ------------- |
| 高雄港 （ㄍㄍ）       | Kaohsiung Port      | 0.0               | 貨運車站；縱貫線終點（1900年～1941年）、屏東線起點（1908年～2008年）                                                   | 高雄市 鼓山區 |
| 苓雅寮車場            | Lingyaliao Yard     | 2.1               | 已廢止 | 高雄市 苓雅區 |
| 新光                  | Singuang            | 3.4               | 已廢止 | 高雄市 苓雅區 |
|                       |                     | 5.4               | 中島車場線分歧點 | 高雄市 前鎮區 |
| 中島車場 （ㄓㄉㄠ）   | Jhongdao Yard       | —                 | 位於由第一臨港線分歧出的中島車場線上，為機車頭修復站之一。                                                             | 高雄市 前鎮區 |
|                       |                     | 6.8               | 第二臨港線分歧點 | 高雄市 前鎮區 |
| 前鎮車場 （ㄑㄓㄤ）   | Qianzhen Yard       | 8.3               | 主要機車頭、客車車廂駁放站，加開班次或加掛車廂時由此遞補；2011年電車線拆除前，為臺灣鐵路電氣化區間最南端（以緯度計）。 | 高雄市 前鎮區 |
| 機廠                  | Railway Workshop    | 9.3               | 員工月臺，實際上高雄機廠不在臨港線上；原使用凱旋三路側圍牆之西側月臺，氣爆後改用東側改建之月臺。                       | 高雄市 鳳山區 |
| 鐵路新村              | Railway New Village | —                 | 臺鐵高雄機班、高雄洗車場，已廢止。                                                                                     |               |
| 高雄 （ㄍㄠ）         | Kaohsiung           | 13.5              | 縱貫線終點、屏東線起點，高雄臨港線南端分岐點；可轉乘高雄捷運紅線；地下化工程已完成                                     | 高雄市 三民區 |

### 支線
| 支線名稱 | 續接／交會路線及備註                                                       |
| -------- | -------------------------------------------------------------------------- |
| 高雄線   | 自高雄驛（高雄港站）直通高雄港一號、二號碼頭，是專為運輸進出口貨而建       |
| 漁港線   | 延新濱町的港畔通往鼓山渡船頭旁的「高雄漁業組合」，轉運漁港海產             |
| 淺野線   | 「自淺野水泥株式會社」直通田町驛（後改名為鼓山站），是運輸水泥的專用鐵路。 |

### 第二臨港線（已廢止）
| 車站名稱 （國音電碼） | 營業里程 前鎮車場起 | 續接／交會路線及備註                             | 所在地       |
| --------------------- | ------------------- | ------------------------------------------------ | ------------ |
| 前鎮車場 （ㄑㄓㄤ）   | 0.0                 | 2008年以前為臺灣鐵路電氣化區間最南端（以緯度計） | 高雄市前鎮區 |
| 草衙號誌所            | 3.2                 | 第二貨櫃中心線分歧點                             | 高雄市前鎮區 |
| 草衙車場              | 4.9                 | 第三貨櫃中心線起點                               | 高雄市小港區 |
| 中鋼公司              | 8.6                 | 軌道幾乎拆除殆盡，僅存部分幾段軌道。             | 高雄市小港區 |

### 側線
本線延伸各碼頭並延伸高雄港區各主要工廠。有以下各專用側線：
| 側線名稱                           | 啟用日期 (民國) | 廢止日期 (民國) | 備註                                       |
| ---------------------------------- | --------------- | --------------- | ------------------------------------------ |
| 台糖糖密線                         | 62年2月21日     | 81年10月17日    |                                            |
| 台糖公司高雄儲運所B5、B4倉庫線     | 62年2月         | 73年2月9日      |                                            |
| 台灣機械公司高雄機器廠線           | 41年3月15日     | 82年12月28日    |                                            |
| 台灣機械公司高雄鑄造廠             | 53年10月1日     | 82年12月28日    |                                            |
| 台電南部火力發電所線               | 44年10月1日     | 81年8月7日      |                                            |
| 唐榮鐵工廠線                       | 42年4月1日      | 68年9月3日      |                                            |
| 台灣鋁業公司線                     | 46年1月10日     | 82年10月17日    |                                            |
| 大華企業公司高雄耐火器材廠線       | 47年25月16日    | 82年12月28日    | 69年4月7日變更為「台灣電力公司南部煤場線」 |
| 台糖公司專用碼頭線                 | 65年5月20日     | 84年9月5日      |                                            |
| 聯勤二〇五廠線                     | 48年2月         |                 | 已廢止                                     |
| 高雄硫酸錏公司硫酸錏廠線           | 48年2月11日     |                 | 已廢止                                     |
| 台灣肥料公司線                     | 41年1月1日      |                 | 已廢止                                     |
| 台灣鹼業公司線                     | 43年3月21日     | 82年12月28日    |                                            |
| 台糖籬仔內線                       | 44年3月1日      | 82年12月28日    |                                            |
| 台糖中心倉庫線                     | 51年12月1日     |                 | 已廢止                                     |
| 中美嘉吉公司線                     | 68年8月3日      | 82年12月28日    |                                            |
| 台灣塑膠公司線                     | 54年10月18日    | 79年11月30日    |                                            |
| 中信局高雄分局線                   | 57年12月28日    | 63年5月21日     |                                            |
| 台灣機械公司鋼品廠線               | 58年10月1日     | 已廢止          | 85年11月出售統一企業公司                   |
| 台灣化學纖維公司高雄廠線           | 65年8月5日      | 73年11月2日     |                                            |
| 通發進企業公司線                   | 68年8月5日      | 83年11月20日    |                                            |
| 友聯儲運公司線                     | 66年12月1日     | 80年10月22日    |                                            |
| 唐榮公司中興鋼鐵線                 | 65年8月6日      |                 | 已廢止                                     |
| 中國鋼鐵公司線                     | 66年7月8日      | 77年12月31日    | 廠區內仍繼續由該公司使用                   |
| 中油公司高雄煉油總廠石化品儲運站線 | 67年2月14日     |                 | 已廢止                                     |
| 遠東倉儲公司線                     | 69年3月13日     | 已廢止          | 71年3月31日改為站外側線                    |
| 泰成麵粉廠線                       | 62年4月1日      | 79年7月25日     |                                            |
| 中化公司高雄廠線                   | 71年9月25日     |                 | 已廢止                                     |
| 中化公司前鎮廠線                   | 43年3月21日     | 82年10月13日    |                                            |
| 72號碼頭線                         | 80年6月4日      |                 | 已廢止                                     |

## 外部連結
- 高雄火車發展史（高雄市政府）
- 台灣鐵路局高雄臨港線鐵道寫真